# GP Sven Nys 2012
De 13e editie van de cyclocross GP Sven Nys op de Balenberg in Baal werd gehouden op 1 januari 2012. De wedstrijd maakte deel uit van de GvA Trofee veldrijden 2011-2012. Sven Nys won voor de zesde keer op rij en tot dan was het zijn 11de overwinning. Van de 42 gestarte renners, kwamen er 31 aan. 
Bij de vrouwen won de Nederlandse Daphny van den Brand. Bij de beloften was de Nederlander Lars van der Haar de snelste, bij de juniores zijn landgenoot Mathieu van der Poel en bij de nieuwelingen won de Belg Yannick Peeters.

## Mannen elite

### Uitslag
| Plaats | Naam                | Ploeg                   | Tijd     |
| ------ | ------------------- | ----------------------- | -------- |
| 1      | Sven Nys            | Landbouwkrediet         | 1u01'16" |
| 2      | Kevin Pauwels       | Sunweb-Revor            | + 45"    |
| 3      | Bart Wellens        | Telenet-Fidea           | + 1'10"  |
| 4      | Zdeněk Štybar       | Quick Step              | + 1'30"  |
| 5      | Rob Peeters         | Telenet-Fidea           | + 1'40"  |
| 6      | Niels Albert        | BKCP-Powerplus          | + 1'46"  |
| 7      | Sven Vanthourenhout | Landbouwkrediet         | + 1'50"  |
| 8      | Bart Aernouts       | Rabo-Giant Offroad team | + 2'16"  |
| 9      | Klaas Vantornout    | Sunweb-Revor            | + 2'39"  |
| 10     | Jonathan Page       | Sunweb-Revor            | + 2'44"  |
| 11     | 0                   |                         |          |
| 12     | 0                   |                         |          |
| 13     | 0                   |                         |          |
| 14     | 0                   |                         |          |
| 15     | 0                   |                         |          |

| Pos. | Punten |
| ---- | ------ |
| 1    | 80     |
| 2    | 60     |
| 3    | 40     |
| 4    | 30     |
| 5    | 25     |
| 6    | 20     |
| 7    | 17     |
| 8    | 15     |
| 9    | 12     |
| 10   | 10     |
| 11   | 8      |
| 12   | 5      |
| 13   | 4      |
| 14   | 2      |
| 15   | 1      |

## Vrouwen elite

### Uitslag
| Plaats | Naam                   | Ploeg              | Tijd    |
| ------ | ---------------------- | ------------------ | ------- |
| 1      | Daphny van den Brand   | Merida             | 44'40"  |
| 2      | Sanne Cant             | IKO Enertherm-BKCP | + 17"   |
| 3      | Nikki Harris           | Telenet-Fidea      | + 25"   |
| 4      | Sanne van Paassen      | Rabobank Liv Giant | + 54"   |
| 5      | Sophie de Boer         | Telenet-Fidea      | + 1'04" |
| 6      | Gabriëlla Day          | onbekend           | + 1'36" |
| 7      | Pauline Ferrand-Prevot | Rabobank Liv Giant | + 2'27" |
| 8      | Pavla Havlíková        | Brothers Bike Team | + 2'27  |
| 9      | Hilde Quintens         | onbekend           | + 3'08" |
| 10     | Reza Hormes-Ravenstijn | onbekend           | + 4'07" |
| 11     | 0                      |                    |         |
| 12     | 0                      |                    |         |
| 13     | 0                      |                    |         |
| 14     | 0                      |                    |         |
| 15     | 0                      |                    |         |

| Pos. | Punten |
| ---- | ------ |
| 1    | 80     |
| 2    | 60     |
| 3    | 40     |
| 4    | 30     |
| 5    | 25     |
| 6    | 20     |
| 7    | 17     |
| 8    | 15     |
| 9    | 12     |
| 10   | 10     |
| 11   | 8      |
| 12   | 5      |
| 13   | 4      |
| 14   | 2      |
| 15   | 1      |

## Mannen beloften
| Plaats | Naam              | Ploeg                     | Tijd   |
| ------ | ----------------- | ------------------------- | ------ |
| 1      | Lars van der Haar | Rabobank Continental Team | 53'37" |
| 2      | Mike Teunissen    | Rabobank Continental Team | + 24"  |
| 3      | Corné van Kessel  | Telenet-Fidea             | + 46"  |

## Jongens junioren
| Plaats | Naam                 | Ploeg         | Tijd   |
| ------ | -------------------- | ------------- | ------ |
| 1      | Mathieu van der Poel | onbekend      | 36'10" |
| 2      | Quentin Jauregui     | onbekend      | + 49"  |
| 3      | Daan Soete           | Telenet-Fidea | + 51"  |

## Jongens nieuwelingen
| Plaats | Naam            | Ploeg         | Tijd   |
| ------ | --------------- | ------------- | ------ |
| 1      | Yannick Peeters | onbekend      | 29'35" |
| 2      | Stijn Caluwé    | onbekend      | + 25"  |
| 3      | Kobe Goossens   | Telenet-Fidea | + 28"  |

2000 · 
2001 · 
2002 · 
2003 · 
2004 · 
2005 · 
2006 · 
2007 · 
2008 · 
2009 · 
2010 · 
2011 · 
2012 · 
2013 ·
2014 · 
2015 · 
2016 ·
2017 ·
2018 ·
2019 ·
2020 ·
2021 ·
2022 ·
2023 ·
2024 ·
2025